# Mental Notes
Mental Notes è il quinto album in studio del gruppo musicale britannico Bad Manners, pubblicato nel 1985.

## Tracce
Tutti i brani sono dei Bad Manners, tranne dove indicato.
1. What the Papers Say - 2:54
2. Blue Summer - 3:42
3. Body Talk - 3:41
4. Tossin' in My Sleep - 3:50
5. Tie Me Up (Ney Smith) - 2:00
6. Bang the Drum All Day (Todd Rundgren) - 3:18
7. Destination Unknown 3:15
8. Mountain of Love - 3:28
9. Work - 3:19
10. Saturday Night - 2:46